# Gmina Grant (hrabstwo Adams)

Położenie Gminy Grant w hrabstwie Adams

Gmina Grant (ang. Grant Township) – gmina w USA, w stanie Iowa, w hrabstwie Adams. Według danych z 2000 roku gmina miała 206 mieszkańców.